# Quatuor de Hollywood
Pour les articles homonymes, voir HSQ.
Le Quatuor de Hollywood (Hollywood String Quartet en anglais, abrégé en HSQ), était un quatuor à cordes américain fondé par le violoniste et chef d'orchestre Felix Slatkin et son épouse, la violoncelliste Eleanor Aller. L'ensemble a été dissous en 1961.
Le Quatuor de Hollywood est considéré comme le premier quatuor à cordes composé de membres exclusivement américains de naissance, à avoir, en musique de chambre, un impact international, principalement grâce à ses enregistrements. Ceux-ci ont longtemps été considérés comme faisant partie des plus grandes interprétations du répertoire du quatuor à cordes.

## Histoire
Le Quatuor de Hollywood est créé en 1948, soit quelques années avant ou après la constitution de trois grandes formations mythiques : les quatuors Juilliard, LaSalle et Amadeus.
Les musiciens du quatuor ont été les principaux acteurs des grands orchestres de studio de cinéma produisant les chatoyantes musiques de films pendant l'« âge d'or d'Hollywood ». En 1939, l'année de leur mariage, Felix Slatkin (1915-1963) et Eleanor Aller fondent le Quatuor de Hollywood.
Dans cette formation originale, à Slatkin et Aller, se joignent le violoniste Paul Robyn et au second violon, Joachim Chassman. Cependant l'ensemble est bientôt démantelé par les obligations militaires des trois hommes du groupe. Le quatuor reprend ses activités en 1947, avec Paul Shure à la place de Chassman, comme second violon. En 1955, Paul Robyn quitte l'ensemble et Alvin Dinkin assume le pupitre d'altiste.
En plus de leur travail pour les studios d'Hollywood et l'enregistrement de répertoire classique, le quatuor enregistre régulièrement pour de grandes compagnies de disques, notamment Capitol Records. Chez Capitol, ils accompagnent quelques grands interprètes de musique populaire, dont le plus renommé est Frank Sinatra, pour qui Felix Slatkin était parfois premier violon ou chef dans les enregistrements des années 1950 devenus mythiques. Parmi ces enregistrements, on trouve « Close to You » (1956), dans lequel le quatuor accompagne Sinatra dans des arrangements de Nelson Riddle.
L'ensemble s'est surtout produit sur la côte ouest des États-Unis, mais il a fait une apparition très remarquée au festival d'Édimbourg en 1957 en jouant les derniers quatuors de Beethoven.
Le Quatuor de Hollywood est officiellement dissous en 1961. Slatkin meurt deux ans plus tard à l'âge de 47 ans.

## Les musiciens
Les musiciens du quatuor sont tous descendants immigrants russes et ont été formés soit à la Juilliard School ou au Curtis Institute of Music. Les musiciens sont :
Felix Slatkin (1915-1963), violon. Il étudie au Curtis Institute avec Efrem Zimbalist et la direction d'orchestre avec Fritz Reiner. À l'âge de quinze ans, il est membre de l'Orchestre symphonique de St. Louis sous la direction de Vladimir Golschmann. Puis il est le premier violon de l'orchestre du studio de la 20th Century Fox de 1937 à sa mort en 1963. Il participe également aux sessions d'enregistrements de Frank Sinatra pour Capitol Records. Il dirige le Concert Arts Orchestra et l'orchestre du Hollywood Bowl. Il jouait un Guadagnini de 1784 puis un Guarneri del Gesù ayant appartenu à Albert Spalding. Un Stradivarius lui fut prêté pour l'enregistrement des derniers quatuors de Beethoven.
Eleanor Aller Slatkin (1917-1995), violoncelle. Elle étudie à la Juilliard school, avec Felix Salmond. Elle est ensuite premier violoncelle pour la Warner Bros, avec l'orchestre du studio de 1939 à 1968 et à l'orchestre de la 20th Century Fox de 1972 à 1985. Elle jouait sur un violoncelle d'Andrea Guarneri.
Paul Shure (1921-2011), second violon. Il étudie au Curtis Institute avec Joseph Achron. Il est le plus jeune interprète de l'Orchestre de Philadelphie à l'âge de 18 ans, sous la direction de Leopold Stokowski. Il est assistant concertmaster à la 20th Century Fox. Il quitte le quatuor en 1958 et peu de temps après assume le poste de professeur à l'Oberlin Conservatory of Music. Il est premier violon du Los Angeles Chamber Orchestra de 1972 à 1987, ainsi que d'autres grands ensembles de la côte ouest. Après le départ de Shure du quatuor, Joseph Stepansky le remplace pour les tournées de concerts. Il jouait sur un Andrea Guarneri de 1691 qui lui fut volé deux ans avant la dissolution du quatuor, et qu'il remplaça par un Vuillaume.
Paul Robyn (1908-1970), alto. Il étudie à la Juilliard school avec Joseph Fuchs, Samuel Gardner et Hans Letz. Il est d'abord violoniste du Quatuor Gordon entre 1931 et 1935, puis alto principal à la Warner Brothers. Il quitte le quatuor de Hollywood en 1955 et est remplacé par Alvin Dinkin. Il jouait sur un alto de Landolfi (1756).
Alvin Dinkin (1912-1970), alto. Il étudie au Curtis Institute avec Louis Bailly. Il joue à l'Orchestre de St. Louis et pour l'orchestre de la 20th Century Fox avec Felix Slatkin. Il jouait sur un alto d'Albani (1711).
Le pianiste Victor Aller (1905-1977) a effectué beaucoup d'enregistrements avec le Quatuor de Hollywood, notamment de célèbres quatuors et quintettes avec piano de Brahms. Frère de la violoncelliste Eleanor Aller, il étudie à la Juilliard School avec Josef Lhévinne. Il a eu une longue et remarquable carrière de pianiste dans l'industrie du film et fut responsable de l'orchestre du studio de la Warner Bros, en tant que professeur et au disque.

## Le son des Hollywood
Le Quatuor est réputé pour « leur signature stylistique qui permet à un auditeur peu averti, de bien vite les identifier ».
Le chef d'orchestre Leonard Slatkin, fils de Felix et Eleanor, a noté les similitudes entre le milieu des musiciens, l'impact de leur formation musicale, leur technique et le résultat sonore d'ensemble : « Avec le Quatuor de Hollywood, vous avez quatre personnes ayant essentiellement le même genre de formation, quatre personnes qui, plus ou moins, étaient du même groupe d'âge et qui ont approché la musique de façon presque identique ».
Le son qui en résulte fut acclamé pour sa « remarquable transparence de texture... cette clarté était due en partie à leur excellente intonation et en partie grâce à leur préparation minutieuse... ce qui les défini ci-dessus... était leur capacité à combiner la chaleur, la couleur et l'intensité, avec la rigueur intellectuelle, le rythme ferme et une compréhension intuitive de l'architecture de l'œuvre ». Le critique musical et historien Alfred Frankenstein a écrit après avoir assisté à un concert du Quatuor : « Il s'agit d'un quatuor qui rivalise avec les grandes formations de niveau international du genre... il a un son d'ensemble magnifique, un style superbe qui ne rend pas seulement la finesse des détails, mais aussi les grandes courbes d'un travail vigoureux, presque symphonique, dans un conception globale de faire de la musique, ce qui est dans la tradition de l'ensemble. »
Cinq années plus tard, le chroniqueur des concerts du New York Times, Frankenstein, s'en fait l'écho dans ses commentaires : Le Quatuor de Hollywood a produit une « sonorité lumineuse, que ce soit en pianissimo ou fortissimo... à son meilleur comme dans l'œuvre de Schubert, qu'ils ont joué avec une incroyable finesse sonore et une musicalité d'experts. Le Quatuor Hollywood devrait figurer parmi les grands ensembles de musique de chambre du monde »
Le violoniste Paul Shure a noté : « … nous avons fait de la place pour d'autres techniquement et soloistically, mais la pâte sonore était notre souci principal... vous façonnez le son par votre capacité : le genre de vibrato que vous utilisez, la façon dont vous appliquez la pression sur l'archet... telles sont les techniques très subtiles du jeu des cordes ». Shure a également déclaré : « Les dynamiques étaient une grande part de notre travail. Nos discussions portaient toujours sur la dynamique et parfois sur les tempi, et sur rien d'autre. Nous avons joué avec vibrato, sauf où il y avait un effet particulier. »
La violoncelliste Eleanor Aller a aussi commenté : « Rien n'était fait sans y penser... tout dépendait du compositeur et du contenu musical... jouer les notes ne fait pas la musique. » Aller a déclaré également que l'ensemble a pratiqué tous les jours pendant deux ans, avant son premier concert public.

## Enregistrements

### Œuvres classiques
Entre 1949 et 1958, le Quatuor de Hollywood a enregistré une série d'albums pour Capitol Records ; certains de ces enregistrements ont été réédités en coffret LP par EMI, dans les années 1980 et en CD par Testament Records au cours de la décennie suivante. De leur premier disque relativement inconnu (Villa Lobos, Quatuor à cordes no 6) à leur enregistrement des derniers quatuors de Beethoven couronné par un Grammy Awards, la discographie du Quatuor a établi une norme d'excellence, reconnue tant par la critique que le public. Comme l'indique le critique Richard Freed, dans le livret d'une compilation paru chez EMI en 1982 : « Le Quatuor de Hollywood est peut-être le plus bel ensemble jamais formé dans ce pays... chacune de ses interprétations pourrait servir d'étalon à l'interprétation des œuvres. Tant le jeu individuel que le jeu d'ensemble sont au plus haut niveau et l'équilibre entre finesse et passion est tout à fait remarquable ; le Schubert en particulier, est un petit bijou. EMI a fait un beau travail de remastering des enregistrements, qui étaient l'état de l'art de leur temps. »
Les enregistrements ont recueilli le même enthousiasme lors de leur première publication. Lionel Salter dans le magazine Gramophone, commentant le disque réunissant des compositions de Paul Creston, Joaquín Turina et Hugo Wolf, disait : « Une fois encore le Quatuor de Hollywood montre ce qu'est un ensemble magistral. Pour ma part, j'ai toujours hâte de découvrir ses nouveaux enregistrements et je n'ai jamais encore été confronté à une interprétation inférieure à la plus haute tenue. Le timbre de tous les membres est chaleureux et bien équilibré, ils jouent avec l'unanimité inébranlable [sic] et souplesse… ».
Une discographie complète située plus bas, inclut des exemples de jugements critiques. À l'exception du premier, les disques ont tous été produits par Richard C. Jones ou Robert E. Myers, avec comme ingénieurs John Palladino, Sherwood Hall III, Hugh Davies ou Carson Taylor (lorsque c'est noté). Les parutions en CD, publiées entre 1993 et 1997 chez Testament, ont été remastérisées par Paul Bally des studios d'Abbey Road, avec Stewart Brown, pour producteur exclusif.

### Répertoire contemporain
Le répertoire du Quatuor de Hollywood comprend nombre de compositions contemporaines et certaines pièces jamais enregistrées auparavant. L'enregistrement de La Nuit transfigurée d'Arnold Schoenberg dans les années 1950, n'avait été publiée qu'en version pour orchestre, alors qu'elle est écrite pour six instruments. Rejoint par Alvin Dinkin au second alto et Kurt Reher au second violoncelle, le quatuor a enregistré le sextuor dans sa forme originale voulu par le compositeur. Ce dernier a écrit la notice de la pochette du disque LP. Dans une interview de la violoncelliste Eleanor Aller, des années plus tard, elle évoque, visiblement émue, la réception d'une photographie où Schoenberg avait écrit : « Pour le Quatuor de Hollywood pour avoir joué ma Verklärte Nacht avec une telle sublime beauté. »
En 1994, Gramophone Magazine a intronisé la réédition CD de Verklärte Nacht, couplé avec le Quintette à cordes en ut, op. 163, D. 956 de Schubert dans son « Temple de la renommée » (Hall of Fame), catégorie enregistrements « historique non-vocal ». Le magazine déclarant que l'enregistrement était « inégalé... ils ont un ensemble incomparable et homogène ; et leur adresse technique impeccable et consommée, qui conduit la critique au silence. » Écrivant sur un concert de 1952 à San Francisco, l'historien de la musique Alfred Frankenstein, le décrit comme « épique » et dit : « Peut-être le Schoenberg était-il la plus importante des trois pièces…car elle a rarement été présentée dans sa forme originale, une œuvre de chambre pour six musiciens. Dans cette version, elle possède une transparence magique et la beauté d'une texture, qui sont perdues dans la version la plus familière pour orchestre à cordes. Aucune de ces merveilles de coloration ou d'expression n'a été négligée dans l'interprétation de dimanche. »
Le premier enregistrement de l'ensemble a été le Quatuor à cordes en la mineur de William Walton. À cette époque, le premier enregistrement d'une œuvre devait recevoir l'approbation du compositeur avant sa publication. Dans la première version, enregistrée en novembre 1949 et restée inédite, le Quatuor de Hollywood a éliminé la répétition du deuxième mouvement ; les musiciens sentaient qu'elle nuisait à l'exaltation de la composition. Cependant, Walton n'était pas d'accord avec ce changement. Il en résultat un ré-enregistrement du mouvement en août 1950. Cette version finale, reçut l'appui enthousiaste du compositeur : « ... J'espère que personne d'autre n'enregistrera mon Quatuor, parce que vous avez capturé exactement ce que je voulais... ». L'éditeur de Walton, Oxford University Press, a écrit à l'altiste du quatuor, Paul Robyn : « Je sentais ce que je voulais ajouter... combien le Dr Walton et moi avons apprécié votre jeu de la partie d'alto, très importante dans cette œuvre. N'y aurait-il pas une chance un jour pour que vous jouiez son Concerto pour alto ? » Cependant, Robyn n'a jamais enregistré le Concerto pour alto de Walton.
Le compositeur Paul Creston, a répondu à leur enregistrement de 1953 de son Quatuor en écrivant au producteur du disque, Robert Myers : « Je suis très satisfait de l'interprétation et de la reproduction de l'œuvre... Auriez-vous l'amabilité de transmettre ma plus profonde gratitude au Quatuor de Hollywood pour leur splendide exécution. Des retours sur leurs fines capacités m'avaient déjà atteint avant que je n'aie eu la chance de me familiariser avec eux. Je suis ravi qu'ils aient été choisis pour préserver définitivement ma composition. »

### Enregistrement avec Sinatra
Un autre moment fort de l'héritage des enregistrements du Quatuor est l'album de 1956 de Frank Sinatra Close to You produit par Voyle Gilmore ; une série de chansons populaires organisée par Nelson Riddle dans un mélange impressionniste d'influences populaires, classiques et jazz. Close to You était un projet unique, une approche à échelle réduite de la musique populaire et reste parmi les albums les plus durables de Sinatra. Le projet est en partie le produit de l'amitié professionnelle et personnelle de Frank Sinatra avec Felix et Eleanor Slatkin.
Dans « Sessions with Sinatra: Frank Sinatra and the Art of Recording » (Les sessions avec Sinatra : F. Sinatra et l'art de l'enregistrement), Chuck Granata observe : « Chez Slatkin, Sinatra a trouvé une âme sœur, un jeu immaculé du violoniste en parallèle à ce que Sinatra a cherché à atteindre avec sa voix ; les auditeurs attentifs remarqueront de nombreuses similitudes en comparant les approches individuelles interprétatives de Sinatra et Slatkin. L'une des caractéristiques du Quatuor de Hollywood était son phrasé long et lisse accompli grâce aux techniques contrôlées sur l'archet ; Sinatra utilisant le contrôle de la respiration pour réaliser le même effet. De même, lorsque Felix [Slatkin] ajoutait souvent un léger portamento vers le haut à une note critique pour trouver avec soin l'émotion d'un accord, le chanteur, souvent, infléchissait une note vers le haut ou vers le bas, ou de façon transparente, faisait glisser d'une note à l'autre ».
Chuck Granata observe que le concept qui sous-tend Close to You était «... très en progrès par rapport au niveau de l'époque. » Il a en outre conclu que « d'un point de vue thématique, de tous les disques de Sinatra de son âge d'or, Close to You est le plus proche de la perfection ».

## Tournées
Le Quatuor de Hollywood a effectué sept tournées aux États-Unis et visité le Canada et la Nouvelle-Zélande. En revanche, en raison des engagements de studio des musiciens, les concerts ont été généralement réalisés en Californie du Sud. Cependant, le HSQ a été le premier quatuor à cordes américain à être invité au Festival d'Edimbourg lors d'une tournée en 1957, prolongée par des apparitions à Stockholm, Rome et au Royal Albert Hall de Londres. Un enregistrement en direct de certains concert au Royal Albert Hall a été publié en CD en 1996.

## Hommages et distinctions
L'Académie nationale des Arts et des Sciences (NARAS) a initié les Grammy Awards en 1958, vers la fin de la carrière du Quatuor de Hollywood. Lors de la première cérémonie des Grammy, l'enregistrement du Quatuor à cordes no 13 de Beethoven a reçu le prix pour la meilleure interprétation de musique de chambre classique. Felix Slatkin a également été administrateur du bureau de Los Angeles du NARAS.
En 1994, le Quatuor de Hollywood a remporté le prestigieux prix du Gramophone Magazine dans la catégorie « Historique non-vocal » pour la réédition en compact de la Nuit transfigurée de Arnold Schönberg et du Quintette en ut majeur de Schubert.
En 1997, le MIDEM à Cannes, composé de critiques internationaux, a décerné un prix pour l'enregistrement des derniers quatuors à cordes de Beethoven et honoré de son « Lifetime Achievement Award » le Quatuor. Prix reçu par le dernier survivant de l'ensemble, Paul Shure.

## Héritage personnel
Les deux fils d'Eleanor et Felix Slatkin ont fait leur carrière dans la musique. Leonard Slatkin a été le chef et le directeur musical de l'Orchestre symphonique de Détroit et de l'Orchestre National de Lyon. Frederick Zlotkin (qui a adopté le nom original de la famille) est premier violoncelle au sein de l'orchestre du New York City Ballet et membre du Lyric Piano Quintet.
Le Quatuor de Hollywood n'a pas de lien avec l'ensemble nommé « The New Hollywood String Quartet ».

## Discographie
| Année       | Œuvres | Notes |
| ----------- | --- | --- |
| 1949        | Villa-Lobos, Quatuor à cordes no 6 en mi majeur (1938) - Enregistrement : 17 octobre 1949 - LP : Capitol L-8054, CD : Testament SBT 1053 (1994) - Producteur : Jim Conkling - Ingénieur du son : John Palladino                                                              | - 1951 Gramophone Magazine : … Le jeu est vraiment génial et l'enregistrement de cette face très satisfaisante... Je recommande chaudement à ceux qui ont un goût pour le répertoire peu familier... il y a beaucoup de choses délicieuses dans cette partition – le cantabile à 7/8 du violoncelle contre les figures en pizzicato au début du deuxième mouvement, ou, délicieusement frais... le finale. Mais à mon avis, la plus belle partie est l'Andante, qui s'ouvre avec des accords chromatiques plein de sentiments, qui glissent vers le bas par une figure ostinato en harmonie – un son fascinant. Nous devrions accueillir une œuvre aussi attrayante encore inexécutée jusqu'ici – dans le répertoire. |
| 1949 & 1950 | Walton, Quatuor à cordes en la mineur (1947) - Enregistrement : 2 & 3 novembre 1949 & 22 août 1950 - LP : Capitol P-8054, CD : Testament SBT 1052 (1994) - Producteur : Richard C. Jones, Jim Conkling - Ingénieur du son : John Palladino                                   | - 1982 Commentary Magazine : Il est immédiatement évident, à partir de cet enregistrement, que l'ensemble possède à la fois la personnalité et le sens du style. Le jeu est à la fois suave et brillant et les caractéristiques très différentes des deux compositeurs – Villa-Lobos est sombre et mélancolique, Walton linéaire et réservé... – sont clairement rendues. - 1951 Gramophone Magazine : L'ensemble d'Hollywood… donne une lecture polie et pleine de vitalité, pleine de verve et d'une expression sympathique ; l'enregistrement est cependant trop sec dans la qualité du son, ce qui donne un effet quelque peu mort lors du deuxième thème du mouvement d'ouverture…. |
| 1950        | Schönberg, Verklärte Nacht, op. 4 - Enregistrement : 21 & 22 août 1950 - LP : Capitol P-8304, CD : Testament : SBT 1031 (1993) - Producteur : Richard C. Jones - Ingénieur du son : John Palladino                                                                           | - Autres musiciens : Alvin Dinkin, second alto et Kurt Reher, second violoncelle. Premier enregistrement de l'œuvre dans sa version originale. La couverture de l'album précise : « Cet enregistrement a été préparé sous la supervision personnelle du compositeur ». La réédition en compact de Testament Records, a été honorée par le prestigieux prix 1994 du Gramophone Award dans la catégorie « Historique non-vocal ». - 1994 Répertoire. Tant à la baguette qu'à l'archet, on ne peut que rendre les armes devant la personnalité de [Slatkin] si attachante, à l'esthétique très proche d'un Stokowski. Et de fait le Quatuor de Hollywood distille une extraordinaire sensualité, usant d'un legato assoluto et produisant des mixtures sonores d'une frissonnante beauté (4e stance) […]. La version du sextuor Verklärte Nacht a connu quelques versions d'une rigueur plus acérée […] mais seul le Neues Wiener Streichquartett (Philips) est parvenu a retrouver cette éloquence avec une telle splendeur sonore. - 1951 Gramophone Magazine : L'œuvre est magnifiquement jouée, avec la plus grande attention aux détails de la dynamique et aux phrasés, avec une finesse sans faille, avec une sonorité toujours chaude, et le plus important, avec un solide sens de sa structure. L'enregistrement est satisfaisant, bien que l'effet acoustique donne l'impression d'être assis assez loin dans une immense salle. J'aurais préféré un peu plus de netteté de définition et une qualité plus intime, mais c'est une préférence, pas un grognement. |
| 1951        | Schubert, Quintette à cordes en ut majeur, op. 163, D 956 - Enregistrement : 15–17 janvier 1951 - LP : Capitol P-8133, EMI RLS-765, CD : Testament SBT 1031 (1993) - Producteur : Richard C. Jones - Ingénieur du son : John Palladino                                       | - Autre musicien : Kurt Reher, second violoncelle. La réédition en compact de Testament Records, a été honorée par le prestigieux prix 1994 de Gramophone Award dans la catégorie « Historique non-vocal ». - 1994 Gramophone Magazine : "In terms of natural eloquence and selflessness of utterance; it fully deserves its classic status. The tranquillity of the slow movement has never been conveyed with greater nobility or more perfect control... as older collectors will know, this is altogether exceptional music making." |
| 1951        | Hindemith, Quatuor à cordes no 3 en ut majeur, op. 22 - Enregistrement : 2-3 avril 1951 - LP : Capitol P-8151, CD : Testament SBT 1052 (1994) - Producteur : Richard C. Jones - Ingénieur du son : John Palladino                                                            | - 1982 Commentary Magazine : Pour le Troisième quatuor de Paul Hindemith, les Hollywood apportent toutes les vertus nécessaires à la clarté polyphonique sans jamais perdre la capacité de jouer chaque ligne mélodique comme si elle avait été écrite pour une belle voix humaine. - 1995 Gramophone Magazine : « Quel formidable sens de la ligne de ces interprètes, quel ensemble incroyable ont-ils produit, parfaitement assorti et fusionné et à quel point ces transferts sonnent ! ». |
| 1951        | Prokofiev, Quatuor à cordes no 2 en fa majeur, op. 92 - Enregistrement : 4-5 avril 1951 - LP : Capitol P-8151, CD : Testament SBT 1052 (1994) - Producteur : Richard C. Jones - Ingénieur du son : John Palladino                                                            | - 1982 Commentary Magazine : "If the group's performance... of the Prokofiev Second Quartet seemed both softened in outline and somewhat lacking in drive, the fault perhaps lays as much with the work's essential aridity as with the players' execution." - 1952 Gramophone Magazine : "As in most Soviet compositions, there is little in the music to hinder an immediate understanding, but Prokofiev has managed to retain at least some of his personality. The first movement is the best integrated and the most successful; the last, more episodic in construction, tends to [sic], and not even the spirited and sympathetic performance of the Hollywood Quartet can make it altogether convincing. But the general impression the work leaves is of good humour and bucolic charm." - 1995 Gramophone Magazine : "Although numerous LP and CD accounts of the Prokofiev have appeared in the intervening years, none has approached, let alone surpassed, the Hollywood version of the Second Quartet. The same would apply to the Hindemith but... there have been fewer challengers." |
| 1951        | Ravel, Introduction et Allegro pour harpe, flûte, clarinette et cordes - Enregistrement : 29 octobre 1951 - LP : Capitol L-8154, P-8304, CD : Testament SBT 1053 (1994) - Producteur : Richard C. Jones - Ingénieur du son : John Palladino                                  | - Autres musiciens : Ann Mason Stockton, harpe ; Arthur Gleghorn, flûte ; Mitchell Laurie, clarinet. - 1952 Gramophone Magazine : "I don't hope ever to hear a more wonderful performance of either of these pieces than Ann Mason Stockton and her collaborators have here put on permanent record. The Ravel must... be a harpist's dream solo; it exploits every facet of style and colour at the instrument's disposal, and the luscious sound of the flute, clarinet and string quartet blend most effectively with the solo part without ever obscuring it. For sheer beauty of sound there are few things in music equal to this; and none, surely to surpass it when it gets a performance of this calibre." |
| 1952        | Debussy, Danse sacrée et Danse profane - Enregistrement : 30 octobre 1951 - LP : Capitol L-8154, P-8304, CD : Testament SBT 1053 (!994) - Producteur : Richard C. Jones - Ingénieur du son : John Palladino                                                                  | - Autres musiciens : Ann Mason Stockton, harpe ; le Concert Arts String Ensemble, dirigé par Felix Slatkin. - 1952 Gramophone Magazine : The Debussy dances make a perfect backing... Here again the performance defies criticism; even the noises off of harp playing, at their worst in struggling with music written primarily for the chromatic and not for the double-action harp, have been reduced to extinction in all but one small place... the recording of the Ravel is perhaps a little too resonant; and in the Debussy, I would have liked the two dances played, as the composer intended, without a break. But these mild offences – if you hold them to be so at all – pale into utter insignificance beside the beauty of the music and the performance in this red letter issue." |
| 1952        | Brahms, Quatuor à cordes no 2 en la mineur, op. 51 no 2 - Enregistrement : 28-30 janvier 1952 - LP : Capitol P-8163, CD : Testament SBT 3063 - Producteur : Richard C. Jones - Ingénieur du son : John Palladino                                                             | - 1952 Gramophone Magazine : "This Capitol recording... has remarkable depth and sonority and is very life-like. The first movement... with its typical arching arpeggio main theme contains... one of Brahms’ most lovely tunes (it is a pity that the leader makes his ritardando too late in introducing this tune). The fine quality of this recording shows almost everywhere in the perfect clarity of the parts, and I particularly noticed how well the dark tone of the viola, melodically here above the second violin, told on the repetition of this tune, although the lusingando accompaniment on the first violin is somewhat obscured... there is plenty of emotional feeling in the slow movement... and the requisite grace in the third movement." |
| 1952        | Chostakovitch, Quintette avec piano en sol mineur, op. 57 - Enregistrement : 6 mai 1952 - LP : Capitol P-8171, CD : Testament SBT 1077 (1995) - Producteur : Robert E. Myers - Ingénieur du son : John Palladino                                                             | - Avec Victor Aller, piano - 1996 Gramophone Magazine : "Their string tone though often extremely delicate is never skinny... both versions (the Franck and Shostakovich) are towering and remain among the very best even now, 40 years on..." |
| 1952        | Tchaïkovski, Quatuor à cordes no 1 en ré majeur, op. 11 - Enregistrement : 10, 12 novembre & 22 décembre 1952 - LP : Capitol P-8187, CD : Testament SBT 1061 (1995) - Producteur : Robert E. Myers - Ingénieur du son : John Palladino                                       | - Gramophone Magazine 1953 : "Here the efficiency of the Hollywood Quartet becomes positively galvanic – there is a fine fire about the performance as a whole though still perhaps not quite enough poetry in the Andante cantabile – another famous extract. When the strings mute for this movement, they do indeed make an agreeable noise; their resumption of the naked state in the next movement coincides with... what must sure a slightly inferior tape to emphasize the unfortunately more normal acid tone quality." |
| 1952        | Borodine, Quatuor à cordes no 2 en ré majeur - Enregistrement : 19-20 décembre 1952 - LP : Capitol P-8187, CD : Testament SBT 1061 (1995) - Producteur : Robert E. Myers - Ingénieur du son : John Palladino                                                                 | - Gramophone Magazine 1953 : "The Borodin is an agreeable work, with a famous Nocturne for the slow movement... The Hollywood Quartet plays it in an efficient style, that nearly extends to being romantic enough for the occasion but somehow has an occasional habit of substituting a rather exaggerated glissando for a true poetry of expression. The fault is not indulged into excess; indeed whether it exists at all is a matter of opinion." - Gramophone Magazine 1956 comparing three different recordings : "But the Hollywood Quartet are altogether more proficient in the finale; in technique, ensemble and musicianship they leave their rivals well behind." |
| 1953        | Franck, Quintette avec piano en fa mineur - Enregistrement : 27-29 janvier 1953 - LP : Capitol P-8220, CD : Testament SBT 1077 (1996) - Producteur : Robert E. Myers - Ingénieur du son : John Palladino                                                                     | - Avec Victor Aller, piano - 1954 Gramophone Magazine : "This is super sensitive playing in which every nuance of phrasing is taken into account. The difficulty of recording the work is that it can only too easily sound like a thwarted piano concerto but by the exercise of great care there is never any suggestion of unbalance and the piano tone is round and full-climaxed... without swamping the strings... partly we should thank Mr. Aller, whose flawless playing is always clear, even in Franck's splashiest writing but some of the credit is obviously due to the recording engineers, who have done a first class job..." |
| 1953        | Schubert, Quatuor à cordes n° 14 " La jeune fille et la mort " | |
| 1953        | Turina, La Oracion del Torero, op. 34 (1925) - Enregistrement : 14 décembre 1953 - LP : P-8260, CD : Testament SBT 1053 (1994) - Producteur : Robert E. Myers - Ingénieur du son : John Palladino                                                                            | - 1954 Gramophone Magazine: "With their flexibility but overall shaping, they make Turina's rhapsodic genre piece sound a better work that in really is; it would be difficult to better this performance." |
| 1953        | Creston, Quatuor à cordes, op. 8 (1935) - Enregistrement : 21 & 26 décembre 1953 - LP : P-8260, CD : Testament SBT 1053 - Producteur : Robert E. Myers - Ingénieur du son : John Palladino                                                                                   | - Gramophone Magazine, 1954 : "It is interesting to hear a new voice, especially when it has some individuality; and Mr. Creston's Quartet is mercifully content to make music, which, if of no particular profundity, is civilised and free from prickly dogmas. The work consists of a busy allegro, a scherzo of predominately mysterious mood (an attractive movement, this), a somewhat over-long andante ecclesiastico... and a lively fugue. In the first movement, the recording is slightly cloudy, but the veil later lifts to enable us to enjoy the work without interference." |
| 1953        | Wolf, Sérénade italienne - Enregistrement : 26 décembre 1953 - LP : Capitol P-8260, CD : Testament SBT 1077 - Producteur : Robert E. Myers - Ingénieur du son : John Palladino                                                                                               | - Gramophone Magazine, 1954 : « La Sérénade italienne de Wolf... captive tout de suite l'auditeur par le dynamisme et le rythme élastique qu'apporte le quatuor. Le rythme est peut-être trop rapide... et l'enregistrement est plutôt sec, mais cette interprétation remplit de manière satisfaisante un vide inexplicable dans le catalogue. » |
| 1954        | Brahms, Quintette avec piano en fa mineur, op. 34 - Enregistrement : 30 & 31 mars 1954 - LP : Capitol P-8269, EMI RLS-765, CD : Testament SBT 3063 - Producteur : Robert E. Myers - Ingénieur du son : Sherwood Hall III                                                     | - Avec Victor Aller, piano ; Gramophone Magazine, 1982 : « J'ai également longtemps admiré leur présentation avec Victor Aller du Quintette en fa mineur de Brahms... C'est une interprétation puissante et réfléchie et se porte contre des rivaux aussi distingués que le Serkin avec le Quatuor Busch... et le Eschenbach Amadeus de 1969... Il a certainement plus de concentration et de poésie que la... version par Pollini… » |
| 1955        | Dohnányi, Quatuor à cordes no 3 en la mineur, op. 3 - Enregistrement : 8 & 9 janvier 1955 - LP : Capitol P-8307, CD : Testament SBT 1081 - Producteur : Robert E. Myers - Ingénieur du son : Sherwood Hall III                                                               | - Alvin Dinkin assumed the viola chair for this and all subsequent recordings. Paul Robyn played first viola on all previous recordings. The composer wrote to producer Myers: “…with thanks for the beautiful record of my music.” 1955 Gramophone Magazine: "I do not remember to have heard it before... has much rich and lovely sound in it but not much meaning. It must be fun to play, so skillfully does the composer write for the strings, and it is played here for all it is worth, and more. The middle movement, a rather beautiful solemn tune with variations, one a brilliant scherzo, is the most interesting, and none of the work is dull. The playing, as I have suggested, is magnificent and the recording quality equally so." |
| 1955        | Dvorák, Quatuor à cordes no 6 en fa majeur, op. 96 « Américain » - Enregistrement : 23 & 24 janvier 1955 - LP : P-8307, EMI RLS-765, CD : Testament SBT 1072 - Producteur : Robert E. Myers - Ingénieur du son : Sherwood Hall III                                           | - 1996 Gramophone Magazine: "As always, the Hollywood ensemble is perfect; they have finesse, superb blend and attack and flawless intonation, all of which are heard to splended effect in the Smetana and Dvorák." |
| 1955        | Hummel, Quatuor à cordes en sol majeur, op. 30 no 2 - Enregistrement : 22 & 23 avril 1955 - LP : Capitol P-8316, CD : Testament SBT 1085 (1996) - Producteur : Robert E. Myers - Ingénieur du son : Sherwood Hall III                                                        | - 1957 Gramophone Magazine: "... if I bought this record, it would be for the charming Hummel Quartet on the other side. This is considerably better recorded, and although the first movement is taken at a pace which makes it sound rather streamlined and ungenial, the Hollywood players seem in general more at home in it, perhaps because it is a much less romantic piece than the Schumann." |
| 1955        | Schumann, Quintette avec piano en mi-bémol majeur, op. 44 - Enregistrement : 13, 14 & 16 mai 1955 - LP : Capitol P-8316, CD : Testament: 3063 - Producteur : Robert E. Myers - Ingénieur du son : Sherwood Hall III                                                          | - Avec Victor Aller, piano. Gramophone Magazine, 1957 : « Dans le Quintette de Schumann, l'enregistrement est un peu métallique — et acier est le mot qui pourrait être utilisé pour l'interprétation, au moins du premier et du troisième mouvement. C'est une incarnation très fine, mais en dernier lieu, je l'ai trouvée moins sympathique que celle de Rubinstein et du Paganini Quartet, car tout est techniquement plus parfait. Mais le Quintette de Schumann n'est pas l'œuvre que je préfère… » |
| 1955        | Smetana, Quatuor à cordes no 1 en mi majeur, T116 « De ma vie » - Enregistrement : 2 novembre 1955 - LP : Capitol P-8331, EMI RLS-765 (1982), CD : Testament SBT 1072 (1996) - Producteur : Robert E. Myers - Ingénieur du son : Sherwood Hall III                           | - Gramophone Magazine, 1982 : "Both these performances (Dvorák and Smetana) were new to me and both strike me as hardly less superb than their companions (the reviewer is referring to the 1982 compilation with the Brahms Piano Quintet in F Minor and the Schubert Quintet in C Major). The style of these artists has dated much less than many other ensembles; they possess splendid attack and finesse, superb blend and flawless intonation, though there is at times an unrelieved intensity and glare in the leader's tone. The sound is remarkably good for its period with plenty of presence and body, though the acoustic is on the small side." 1956 Saturday Review: "The Smetana is done with love and understanding and also the technical equipment required to do the writing justice." |
| 1955        | Glazounov, Cinq Novelettes - Enregistrement : 26 & 27 novembre 1955 - LP : Capitol P-8331, CD : Testament SBT 1061 - Producteur : Robert E. Myers - Engineer: Sherwood Hall III                                                                                              | - 1956 Saturday Review: "Two of the best performances [referring to the Smetana and the Glazunov] this group has put on records and a top contemporary standard in each instance... The excellently turned performances of the engaging Glazunov pieces give them exactly what is wanted in accent and phrasing while not overburdening them with 'seriousness'. Very well balanced sound throughout." |
| 1956        | Brahms, Quatuor avec piano no 3 en ut mineur, op. 60 - Enregistrement : 6–8 janvier 1956 - LP : Capitol P-8377, coffret : PER 8346, CD : Testament SBT 3063 - Producteur : Robert E. Myers - Engineer: Sherwood Hall III                                                     | - Featuring Victor Aller, piano; 1958 Gramophone Magazine: "No one could describe their technique as not very competent, though their interpretative powers may be open to question. Victor Aller is much too unctious about the second subject of the opening movement... The players... spoil the scherzo by slowing down each time for the contrasted subject; this breaks the flow of the music... In the slow movement, the Hollywood cellist plays his (Brahms) big tune most beautifully and Aller and the Hollywood players have more drive and precision in the finale...." |
| 1956        | Brahms, Quatuor avec piano no 1 en sol mineur, op. 25 - Enregistrement : 2, 3 & 26 mai 1956 - LP : Capitol P-8378, coffret : PER 8346, CD : Testament SBT 3063 - Producer Robert E. Myers - Ingénieur du son : Sherwood Hall III                                             | - Featuring Victor Aller, piano; 1957 Gramophone Magazine: "I must confess that this G minor has always seemed to me some way below the level of the A major and C minor... until I heard this record. I now feel I have been underating it. The players seem right inside the music and they convey its true worth to the full. Occasionally the violinist scoops up to his high notes... and occasionally the cellist seems over-reticent. But both are fine players and the violist is superb. The pianist too covers himself with glory; at times, I wondered if he had been a little too favored as regards the balance, but on the whole, the four players are splendidly recorded. I remember especially the almost Berlioz-like trio in the intermezzo and the wonderful march theme that interrupts the slow movement; both are splendidly played..." |
| 1956        | Brahms, Quatuor avec piano no 2 en la majeur, op. 26 - Enregistrement : 6 & 7, 20 juin 1956 - LP : P-8376, coffret : PER 8346, CD : Testament SBT 3063 - Producteur : Robert E. Myers - Ingénieur du son : Sherwood Hall III                                                 | - Featuring Victor Aller, piano; 1996 Gramophone Magazine: "Although opinion was not wholly undivided, the Hollywood recordings soon became the yardstick by which newcomers were measured and from the vantage point of 1995, they still are! There are few sets of the piano quartets that are so completely satisfying, though there are many that also offer revealing musical insights." |
| 1956        | Schubert, Quatuor à cordes no 14 en ré mineur, D 810 « La jeune fille et la mort » - Enregistrement : 7 & 9 décembre 1956 - LP : Capitol P-8359, CD : Testament SBT 1081 - Producteur : Robert E. Myers - Ingénieur du son : Sherwood Hall III                               | - 1983 Commentary Magazine: "Here the performing miracle resides in the perfection of the playing, consisting in secure intonation and rhythmic precision. Comparison with the recording performances of two historically great quartets... places the Hollywood, for all the musical virtues of the others, in a class by itself." 1960 Gramophone Magazine: "...the Hollywood (still the unbeaten criterion for Death and the Maiden performances)..." |
| 1957        | Beethoven, Quatuor à cordes no 10 en mi-bémol majeur, op. 127 - Enregistrement : 22 & 23 février, 2 & 9 mars 1957 - LP : Capitol P-8443 Coffret :PER 8394 CD : Testament 3082 (1996) - Producteur : Richard C. Jones - Ingénieurs du son : Hugh Davies & Sherwood Hall III   | - Also released in the box set, Beethoven-The Late Quartets as Played at the Edinburgh International Festival in 1957; New York Times 1957: The music is of course any string quartet's alpha and omega. In length, technical and musical difficulty, and expressiveness, the quartets pose superhuman problems...this is precise, strong playing with remarkable technical gloss. In matters of pitch, ensemble and instrumental finesse, the Hollywood players need defer to no living organization." |
|             | Beethoven, Quatuor à cordes no 13 en si-bémol majeur, op. 130 - Enregistrement : 23 & 31 mars / 6 & 20 avril 1957 - LP : Capitol P-8429, Coffret : PER 8394, CD : Testament 3082 (1996) - Producteur : Robert E. Myers - Ingénieurs du son : Hugh Davies & Sherwood Hall III | - Awarded the Grammy for Best Classical Performance, Chamber Music (including Chamber Orchestra) at the first Grammy Awards ceremony. Also released in the box set, Beethoven-The Late Quartets as Played at the Edinburgh International Festival in 1957; 1983 Stereo Review: The sound is astoundingly rich and vivid for its time; one would hardly suspect the recordings' age or notice that they are not stereophonic... the splendid sound quality does enhance their appeal. That appeal is considerable, based equally on profundity, vigor and brilliance. For sheer articulation of the notes, the playing at times approaches the miraculous, and the more demanding Beethoven's music becomes, both spiritually and technically, the more splendidly the HSQ rises to meet its demands." |
| 1957        | Beethoven, Quatuor à cordes no 16 en la mineur, op. 135 - Enregistrement : 22 avril, 11 mai, 1, 3 & 12 juin 1957 - LP : Capitol P-8455, Coffret : PER 8394, CD : Testament 3082 (1996) - Producteur : Robert E. Myers - Ingénieurs du son : Hugh Davies & Sherwood Hall III  | - Also released in the box set, Beethoven-The Late Quartets as Played at the Edinburgh International Festival in 1957; 1997 Gramophone Magazine: These celebrated recordings by the Hollywood Quartet first appeared in 1958 and... their appearance on CD is the cause for rejoicing and celebration... The playing is consistently selfless and always immaculate... They are authoritative performances of real stature whose praises have been sung often and loudly – and more to the point, rightly." |
| 1957        | Beethoven, Grande fugue en si-bémol majeur, op. 133 - Enregistrement : 13 & 18 mai 1957 - LP : Capitol P-8455, coffret : PER 8394, CD : Testament SBT 3082 (1996) - Producteur : Robert E. Myers - Ingénieurs du son : Hugh Davies & Sherwood Hall III                       | - Also released in the box set, Beethoven-The Late Quartets as Played at the Edinburgh International Festival in 1957; 1997 Gramophone Magazine:... the Grosse Fuge is altogether 'stunning', the breathtaking virtuosity this ensemble commanded always placed at the service of musical ends." |
| 1957        | Beethoven, Quatuor à cordes no 15 en la mineur, op. 132 - Enregistrement : 25 mai & 8 & 12 juin 1957 - LP : P-8424, coffret : PER 8394, CD : Testament SBT 3082 (1996) - Producteur : Robert E. Myers - Ingénieurs du son : Hugh Davies & Sherwood Hall III                  | - Also released in the box set, Beethoven-The Late Quartets as Played at the Edinburgh International Festival in 1957; 1983 Stereo Review: The HSQ's recordings of Op. 132 and the Grosse Fugue exhibit a spiritual power and dramatic tension rarely matched in other recordings of these works, and that of Op. 131 is not far behind.". |
| 1957        | Beethoven, Quatuor à cordes en ut-dièse mineur, op. 131 - Enregistrement : 15, 22 et 29 juin 1957 - LP : P-8425, coffret : PER 8394, CD : Testament SBT 3082 (1996) - Producteur : Robert E. Myers - Ingénieurs du son : Hugh Davies & Sherwood Hall III                     | - Also released in the box set, Beethoven-The Late Quartets as Played at the Edinburgh International Festival in 1957; New York Herald Tribune Review of Books 1957: "The great C sharp minor Quartet Op. 131 is a brilliant achievement. The Hollywood Quartet has a distinctive collective tone, bright and clean without being edgy. It seems to shed light on the mysteries of Op. 131 and most of these other quartets... The Hollywood sheds an illuminating brightness over this music." |
| 1957        | Haydn Mozart-The Unpublished Live Recordings - Enregistrement : 8 septembre 1957 - LP : non publié CD : Testament SBT 1085 (1996) - Producteur original : inconnu | - 1996 Gramophone Magazine: "The Haydn has the same unity of style that we find in their studio recordings, though it may not be as technically immaculate... on hearing the tapes Eleanor Aller, who had originally been opposed to issuing it, is quoted as saying,'I didn't realize how wonderfully we played and the sound is astonishingly good.' She is absolutely right. There is not a trace of self-awareness and the dedication and absorption in the music-making is total. She is right about the sound, too..."." |
| 1958        | Kodály, Quatuor à cordes no 2, op. 10 - Enregistrement : 15 juin & 9 juillet 1958 - LP : P(SP)-8472, CD : Testament SBT 1072 - Producteur : Robert E. Myers - Ingénieur du son : Sherwood Hall III                                                                           | - Gramophone Magazine: "If you remain unconvinced that this quartet (note: by Kodaly) is a piece of stature, listen to the Hollywood Quartet. In terms of sheer conviction, I am not so sure that their performance isn't the best ever." |
| 1958        | Villa-Lobos, Quatuor à cordes no 6 (1938) - Enregistrement : 28 juillet et 5 & 6 août 1958 - LP : P(SP)-8472 - Producteur : Robert E. Myers - Ingénieur du son : Carson Taylor                                                                                               | - Although this was the second time the HSQ had recorded this work, the September,1959 issue of High Fidelity Magazine stated: "This disc contains the only string quartet by Villa Lobos now available on American records... It is... a masterpiece in the impressionist tradition; it goes on where the Ravel quartet leaves off... both works (issued with the Kodaly) are given performances of marvellous sensitivity and the registrations are first-rate...." |